# 芦屋急行線
芦屋急行線（あしやきゅうこうせん）は福岡県遠賀郡芦屋町の鶴松団地から北九州市八幡西区の八幡西郵便局前間を結んでいた急行路線バスの通称である。北九州市交通局（北九州市営バス）と西鉄バス北九州による共同運行路線で、北九州市交通局向田営業所、西鉄バス北九州八幡自動車営業所が担当していた。なお、路線の正式名称は市営バスが「黒崎・芦屋間急行バス」西鉄バスが「芦屋（急行）黒崎線」であった。2017年3月末を以って運行終了。
なお従来より運行されていた黒崎（折尾経由）芦屋間は翌2003年（平成15年）春で黒崎発着を廃止し、その後西日本鉄道芦屋管内全線が2005（平成17）年3月末で廃止された。
運行経路は以下の通り。

## 運行ルート・運行本数
- 黒崎行き（平日のみ10便）、芦屋行き（平日のみ6便）
- 「熊手四ツ角」は宿場通り、ふれあい通り経由それぞれに停車場所が異なっていた。
- 急行区間外の「芦屋中学校前」および「高浜町」停留所は通過となっていた。
- 西鉄担当分は「八幡西郵便局」停留所については西団地～萩原線が使用する道路上に停車する（同時に八幡営業所へ回送（鶴松団地行きはその逆）、市営担当分は折返場に停車）。また西鉄担当分は「鶴松団地」停留所到着後、折り返しまで芦屋競艇場まで回送されて待機していた。

宿場通り経由
鶴松団地-自衛隊前-芦屋町役場前-山鹿郵便局前-花野路三丁目-青葉台西二丁目-青葉台東-青葉台交差点-青葉台入口-学研都市北口-学研都市ひびきの-浅川学園台入口-千代ヶ崎三丁目-力丸町-帯田-陣原駅南口-萩原団地下-熊西二丁目-西鉄黒崎バスセンター-黒崎駅前-宿場通り-熊手通-熊手四ツ角-東曲里町-御手洗公園前-八幡西郵便局前
黒崎駅前ふれあい通り経由（芦屋発の1便のみ）
鶴松団地→（この間宿場通り経由と同じ）→黒崎駅前ふれあい通り→黒崎アネックス前→熊手四ツ角→（この間宿場通り経由と同じ）→八幡西郵便局前

## 歴史
- 2002年初夏 - 北九州市および芦屋町により芦屋町役場 - 黒崎間の快速バスの運転構想が発表される。[要出典]
- 2002年10月26日 - 運行開始（試験運行として）[1]日中概ね40分ヘッド、ラッシュ時20～30分ヘッド
- 2003年 - ダイヤ改正。終車の繰り下げ。1年間の期間延長および停車地追加。[要出典]
- 2004年 - 期間延長および停車地追加、安川通り（現：宿場通り）経由を設定。[要出典]
- 2007年5月7日 - ダイヤ改正。日中1時間ヘッドに減便、土休日の終車の繰り上げ。
- 2009年1月6日 - 停車地に力丸町および熊西二丁目を追加。
- 2009年 - 経路一部変更。熊西二丁目～陣原駅南口の経路が国道3号線経由になる。また西鉄バスの本城帯田停留所を帯田と改称し統一。
- 2010年4月3日 - 交通局の第二黒崎駅前停留所を黒崎駅前ふれあい通りと改称し統一。
- 2010年10月24日 -　3年ぶりにダイヤ改正。本数は変更なし。停車地に青葉台東、萩原団地下を追加。
- 2011年4月1日 - ダイヤ改正。利用の低迷により大幅に減便、平日・土曜芦屋始発より3便が西鉄黒崎バスセンター止まりとなる。
- 2013年4月1日 - ダイヤ改正。利用の低迷により平日のみの運行に変更。（土曜・日祝日の運行を休止）
- 2016年10月1日 - 利用者の伸び悩みのため2017年3月末での運行終了が発表された。[1]
- 2017年3月31日 - この日を以って運航を終了した。[1]

## 乗車券の取扱い
- 北九州市営バスのみ利用可能 北九州市交通局発行の乗車券類には市外で使用できないものがあった。
  - ひまわりバスカード・ひまわりバスカード一日乗車券(全線で利用可能)
  - 障害者優待乗車証（北九州市在住の対象者のみ）
  - ふれあい定期　北九州市内区間(花野路三丁目～八幡西郵便局前)のみ利用可能
- 西鉄バスのみ利用可能　西鉄発行の乗車券類は全線で利用できた。
  - 得パス
  - ちくバス北九州フリー定期券
  - 北九州都市圏1日フリー乗車券
  - グランドパス65
  - nimoca（平成20年10月19日導入）
    - 当初平成21年度導入予定であったが、北九州地区の要望が多かったため繰上げ導入されることとなった。福岡市内の一部を差し置き北九州地区では他11路線と共にトップ導入だった。[要出典]
- 共通利用できるもの
  - 芦屋 - 黒崎共通定期券　
    - 得パスと比較すると高価となるケースが大半で、利用区間も指定区間のみとなり、並行するそれぞれのバス会社の他路線には乗車できなかった。また平日のみの運行となってからも値下げは行われておらず割高になりやすかった。

  - SUNQパス
- 西鉄運行便であっても西鉄発行の株主優待乗車証や社員証では乗車できなかった。
- 利用終了したもの
  - ホリデーアクトパス(利用対象日のみ)
    - 2013年4月以降、ホリデーアクトパスが利用可能な土休日が運休となっていた。

## 定期券
- 共同運行という運行形態のため、定期券の扱いは特殊となっていた。
- この路線の専用定期(例：芦屋町役場～黒崎BC間17,520円)は両社局間で使用できた。ただし、その後は平日のみの運行となっていたため定期券購入でも割引率は著しく低く、特に通勤定期の場合運行月によっては運行されるすべての日に往復しても購入額に満たないこともあった。
- 西鉄バスに限り得パスやグランドパス65といった西鉄発行のフリー定期券を全区間で利用できた。
- 市営バスに限りふれあい定期券を北九州市内区間(花野路三丁目～八幡西郵便局前)のみ利用できた。芦屋町へ乗り越しの場合は花野路三丁目からの普通運賃の追加が必要になった。市営バスの一般路線区間定期を所持している場合、定期券の券面区間内の相互利用に限り急行バスによる短絡が可能であった。逆に、急行の共通定期では一般路線に乗車はできなかった。
- 専用定期券の場合は、市営・西鉄ともに他の路線との乗継定期は発売されていなかった。
- 西鉄運行便に限り筑豊電鉄との乗継定期、ちくバス北九州フリー定期券の利用が可能だった。